# ثور لي
ثور لي (بالإنجليزية: Thor Lee)‏ هو لاعب كرة قدم أمريكي في مركز الدفاع، ولد في 5 يونيو 1965 في لونغ بيتش في الولايات المتحدة. لعب مع دي.سي. يونايتد ولوس أنجلوس لايزرز ونادي غوادالاخارا.

## وصلات خارجية
- MISL stats